# قادر أباد (أرزوئية)
قادر أباد (بالفارسية: قادرآباد) هي منطقة سكنية تقع في إيران في Arzuiyeh Rural District. يقدر عدد سكانها بـ 95 نسمة .